# ТЭС Матра
Теплоэлектростанция Матра (венг. Mátrai Erőmű) — венгерская угольная теплоэлектростанция, принадлежащая венгерской государственной компании MVM Group с 2019 года. Располагается в долине в горах Матра. Одна из крупнейших электростанций Венгрии (после АЭС Пакш), вырабатывающая 8 % всей электроэнергии в стране (и потребляющая порядка 7 % электроэнергии) по состоянию на 2023 год.
Текущая электрическая мощность энергоблоков составляет 966 МВт, хотя в январе 2021 года была окончательно остановлена работа одного генератора мощностью 200 МВт. ТЭС Матра была некогда важным элементом национальной энергетики Венгрии, поскольку использовала в качестве топлива добываемый в Венгрии бурый уголь. Тем не менее, по распоряжению правительства с 2025 года в связи с устаревшим оборудованием, низким качеством топлива и экологической безопасностью электростанция отключит текущие энергоблоки, работающие на угле и природном газе. В соответствии с действующей стратегией развития энергетики Венгрии предусматриваются установки нового энергоблока на газовом топливе мощностью 500 МВт и новых солнечных батарей мощностью 400 МВт.

## История

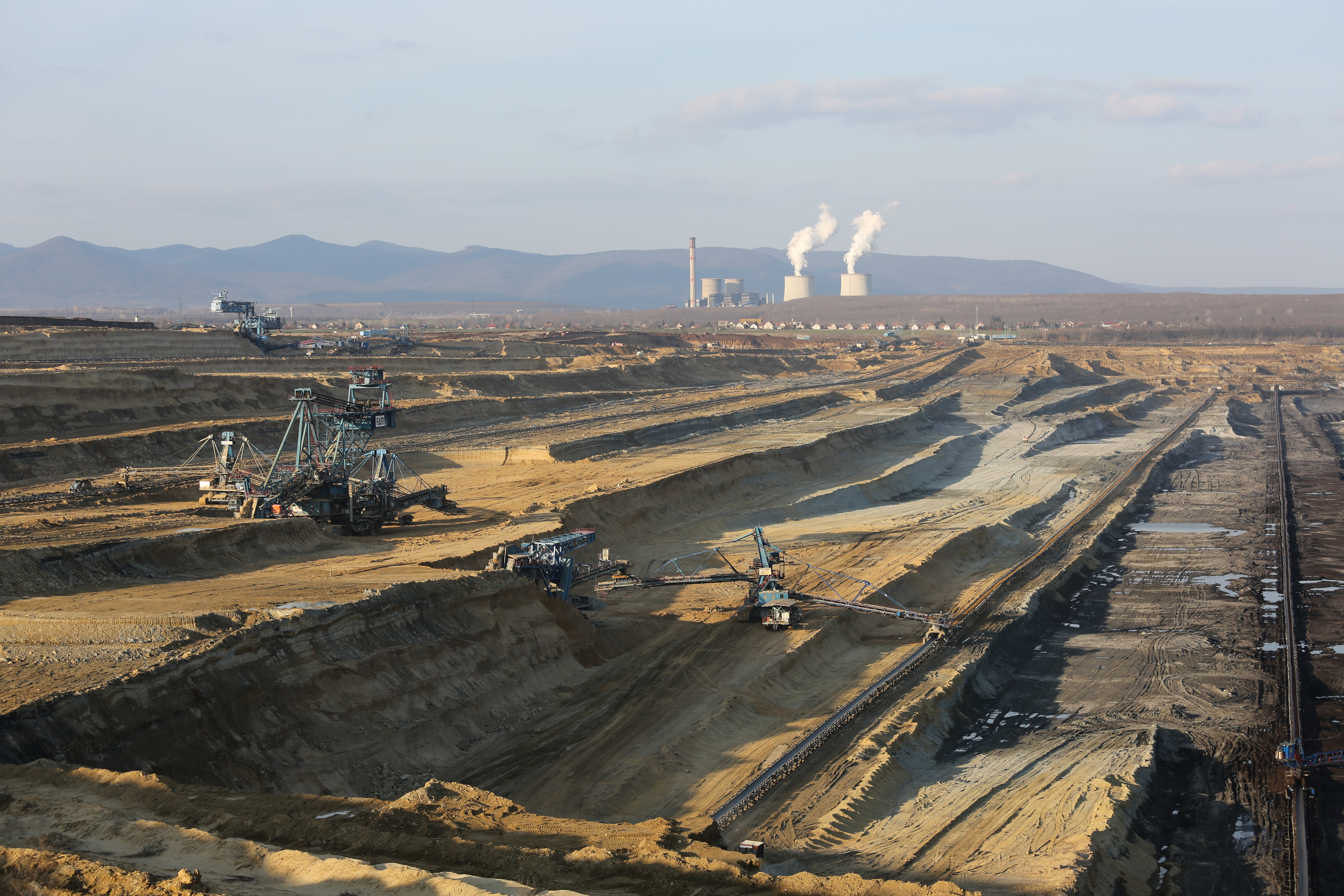
Южный карьер Угольная шахта Вишонта в 2013 году

Строительство станции началось в 1965 году, через год после обнаружения залежей бурого угля в районе Дьёндьёша. Электростанция находится в 90 км к северо-востоку от Будапешта, недалеко от угольного разреза Вишонта и в 50 км от угольного разреза Бюккабрань, где добывается топливо для её нужд (оба разреза и станция принадлежат одной и той же компании). Эксплуатация осуществляется с 1969 года, когда в строй был введён первый блок мощностью 100 МВт. В 1972 году в строю были пять энергоблоков (два по 100 МВт, три по 200 МВт). Первая модернизация станции была осуществлена в 1986—1992 годах, когда были заменены паровые котлы и вспомогательное оборудование для трёх блоков мощностью 200 МВт каждый, установлены электрофильтры для улавливания выбросов твёрдых частиц, а также модернизированы трубы, генераторы, трансформаторы и системы управления. В 1995 году контрольный пакет акций приобрела компания RWE, а с 1998 года начался дополнительный этап обновлений и улучшений для снижения выбросов в окружающую среду. Увлажняющие десульфаторы дымовых газов были установлены для снижения выбросов SO2 в соответствии с требованиями в области экологической безопасности, при этом обеспечив рост мощности электростанции. Благодаря этому угольная электростанция Матра стала одной из наиболее экологически безопасных в Европе. Её дымовая труба высотой 203 м занимает 8-е место среди самых высоких сооружений Венгрии.
В 2007 году были установлены две газовые турбины выходной мощностью 33 МВт каждая для улучшения манёвренности и эффективности: тепло от выхлопа турбин используется в экономайзерах высокого давления блоков 4 и 5. Эффективность работы элементов, использовавших уголь в качестве топлива, выросла на 10 %, добавив ещё 100 МВт к выходной мощности. Рассматривались планы строительства ещё одного блока, однако проект был отменён в 2010 году. На станции также начали использвоаться возобновляемые источники энергии для снижения выбросов CO2: в котла сжигается около 10 % биомассы от основного топлива (отходы от соседнего биологического завода, использующего технологический пар ТЭС Матра для своих нужд).
По данным на 2016 год на станции вёлся капитальный ремонт при участии специалистов Alstom, которые планировали произвести реконструкцию и модернизацию паровых турбин для двух блоков по 200 МВт. Работу на энергоблоке № 4 планировали завершить в 2016 году, а на энергоблоке № 5 — в 2017 году. В 2018 году управляющая компания Mátrai Erőmű Zrt. добыла около 7,9 млн тонн угля для нужд станции. К 2022 году объём вырабатываемой электроэнергии составлял 3417 ГВт/ч.

## Технические особенности
Система десульфуризации дымовых газов использует следующее решение: внутри сухих градирен используется естественная тяга, что обеспечивает большую подъёмную силу, а получаемый гипс из системы ДДГ может использоваться для производства различных строительных изделий. Также на площадке ТЭС Матра на месте бывшего золоотвала сооружена солнечная электростанция мощностью 16 МВт, являющаяся крупнейшей в Венгрии.
В 2000-е годы на станции была обновлена система удаления золы: предыдущая система, основанная на транспортировке летучей золы и шлака посредством воды в золоотвалы поблизости, была слишком затратной в плане используемой воды (около 10 млн м³ воды ежегодно для транспортировки 1,5 млн т золы). Также после осушки золы и шлака на золоотвалах возникала серьезная проблема с пылью, вызывавшая недовольство со стороны жителей близлежащих деревень и ферм. Руководство станции перешло на систему «плотной золы» Circumix (DSS), которая поставлялась местной компанией Enexio (ранее GEA EGI) — новая технология опиралась на пуццолановые реакции между компонентами летучей золы и воды. Вода и зола смешивались в отношении 1:1 (гидродинамическое перемешивание внутри смесителя с использованием центробежных насосов). Взвесь образовывала в конечном итоге твёрдое, цементно-подобное вещество. После смешивания плотная суспензия закачивалась на золоотвал для захоронения. Разрешение на эксплуатацию системы было дано в 1995 году, новая система использовалась наряду со старой системой удаления шлака и золы, чтобы свести к минимуму влияние на деятельность станции. На вершине старого осушенного золоотвала был построен новый золоотвал для DSS.